# 雅戈尔大道
雅戈尔大道，原名石碶东路、石碶西路，1995年改为现名:114，因雅戈尔冠名而得名，是浙江省宁波市的一条道路，为原214省道的一部分，起点位于启运路、鄞奉路交叉口，东接环城西路，终点位于大兴桥（蒋家桥头），全长5.5公里:222，于1929年通车，1938年因抗日战争毁坏，1945年修复:271，1975年至1976年改为沥青路面，1986年至1987年拓建为水泥路面，1987年至1990年为栎社机场配套需要进行拓宽:1347，1994年至1995年再次进行拓宽改造，并建有34省道鄞州收费站:21，2007年12月31日停止收费，改由34省道宁波南收费站收费（后于2010年2月28日停止收费），2008年环城西路至鄞州大道段进行拓宽改造，2010年完工，后因宁波轨道交通2号线施工造成道路路况及行车舒适性、安全性大打折扣，2016年启动修复，因宁波行政区划调整（原鄞州区辖区改为海曙区辖区），实际未开工，2017年重新开工，2018年完工，2016年改造鄞州大道至大兴桥（蒋家桥头）段，因区划调整并无实质性进展，2017年重新开工，2019年完工。

## 主要相交道路
- 东接环城西路
- 君运路
- 雅源北路
- 北：石碶北路、南：石碶南路
- 鄞县大道
- 万达路
- 万兴路
- 万成路
- 鄞州大道
- 栎社街
- 航空路
- 西接原214省道